# Roman Panin
Roman Iwanowicz Panin (ros. Роман Иванович Панин, ur. 16 września?/28 września 1897 w Petersburgu, zm. 1 czerwca 1949 w Moskwie) – radziecki dowódca wojskowy, generał major.

## Życiorys
W październiku 1916 został powołany do rosyjskiej armii, 1917 skończył szkołę podchorążych, uczestniczył w I wojnie światowej, 1919 wstąpił do Armii Czerwonej. Brał udział w wojnie domowej na Froncie Zachodnim i Północno-Zachodnim, 1921 uczestniczył w likwidacji powstania w Kronsztadzie, dowodził kompanią i batalionem, 1924 ukończył kursy „Wystrieł”. Od 1936 należał do WKP(b), w listopadzie 1936 został pomocnikiem dowódcy 16 Dywizji Strzeleckiej, 1938–1939 przebywał w Chinach, od października 1939 do czerwca 1940 dowodził 1 Korpusem Piechoty (29 października 1939 otrzymał stopień kombryga), na czele którego uczestniczył w wojnie z Finlandią. Od 4 czerwca 1940 był generałem majorem i szefem Wydziału Przygotowania Bojowego Sztabu Leningradzkiego Okręgu Wojskowego, w marcu 1941 został dowódcą 42 Korpusu Piechoty, po ataku Niemiec na ZSRR walczył na zachód od Murmańska, 23 sierpnia 1941 został dowódcą 14 Armii. Od maja do sierpnia 1942 był dowódcą 2 Armii Rezerwowej, od sierpnia 1942 do lutego 1943 starszym wykładowcą Akademii Wojskowej im. Frunzego, od lutego do czerwca 1943 szefem Wydziału Przygotowania Bojowego Sztabu Frontu Wołchowskiego, a od czerwca 1943 do kwietnia 1944 dowódcą 7 Korpusu Piechoty. Uczestniczył w operacji nowogrodzko-łużskiej, w kwietniu-maju 1944 dowodził 99 Korpusem Piechoty, od lipca 1944 do lutego 1945 był zastępcą dowódcy 5 Armii, a 1945-1949 kierownikiem kursu w Akademii Wojskowej im. Michaiła Frunzego.

## Ordery i odznaczenia
- Order Lenina (dwukrotnie)
- Order Czerwonego Sztandaru (dwukrotnie)
- Order Kutuzowa II klasy